# Queens (ancienne circonscription fédérale)
Pour les articles homonymes, voir Queen's.
Queens fut une circonscription électorale fédérale de Nouvelle-Écosse. La circonscription fut représentée de 1867 à 1896.
C'est l'Acte de l'Amérique du Nord britannique qui créa la circonscription électoral de Queens en 1867. Abolie en 1892, elle fut incorporée dans la nouvelle circonscription de Shelburne et Queen's.

## Géographie
En 1867, la circonscription de Queens comprenait:
- Le comté de Queens

## Députés
1. 1867-1878 — James F. Forbes, Anti-confédéré et Libéral
2. 1878-1882 — Silas Tertuys Rand Bill, Libéral-conservateur
3. 1882-1887 — James F. Forbes, Libéral (2)
4. 1887-1891 — Joshua Newton Freeman, Libéral-conservateur
5. 1891-1896 — Francis Gordon Forbes, Libéral